# Società Italiana Ernesto Breda per Costruzioni Meccaniche
La Società Italiana Ernesto Breda per Costruzioni Meccaniche, dal 1952 trasformata in Finanziaria Ernesto Breda S.p.A., è stato un importante gruppo italiano del XX secolo, fondata a Milano nel 1886 dall'ingegnere padovano Ernesto Breda, che operava nei settori metalmeccanico (costruzioni ferroviarie, aerei civili e militari, autocarri, motociclette, macchine utensili, macchine agricole e per l'edilizia), siderurgico, metallurgico, navale e armiero.
In seguito alla progressiva dismissione delle partecipazioni statali in Italia, numerose aziende provenienti da tale gruppo mantennero in seguito il marchio Breda.

## Settori di attività

### Aeronautica

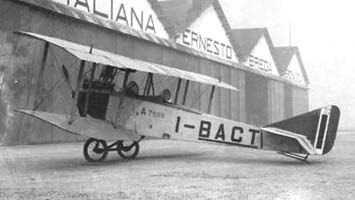
aereo da turismo leggero biposto A.1

La produzione di aerei iniziò nel primo dopoguerra e durò fino a tutta la seconda guerra mondiale con esemplari prevalentemente orientati al settore militare.

#### Produzione di velivoli - prospetto di sintesi
| Serie         | Modelli prodotti |
| ------------- | --- |
| Serie A       | 1, A.1 (M-1), A.2, A.3, A.4, A.5, A.7, A.8, A.9, A.10, A.14                                                                                                |
| Serie Ba      | Ba.15, Ba.16, Ba.18, Ba.19, Ba.25, Ba.26, Ba.27, Ba.28, Ba.32, Ba.33. Ba.39, Ba.42, Ba.44, Ba.46, Ba.64, Ba.65, Ba.75, Ba.82, Ba.88, Ba.92, Ba.201, Ba.205 |
| Serie CC      | CC.20 |
| Serie Zappata | BZ 301, BZ 302, BZ 303, BZ 304 BZ 305, BZ 306, BZ 308, BZ 309 BZ 401, BZ 408                                                                               |
| Serie Pittoni | Breda-Pittoni B.P.471 |

### Armiero

Impianto binato con mitragliatrici Breda-SAFAT calibro 7,7 mm.

Anche tale settore fu fortemente condizionato dagli eventi bellici del XX secolo che comportarono significative commesse da parte delle forze armate italiane.
La produzione era focalizzata principalmente su armamento leggero, con fucili e fucili mitragliatori con relativi proiettili, pur non mancando alcuni modelli di cannoni.

#### Produzione di armi - prospetto di sintesi
| Tipologia            | Modelli prodotti                                                        |
| -------------------- | ----------------------------------------------------------------------- |
| Fucili               | Breda Mod. 1935 PG                                                      |
| Fucili mitragliatori | Breda Mod. 30                                                           |
| Mitragliatrici       | Breda Mod. 31, Breda Mod. 37, Breda Mod. 38, Breda-SAFAT, Breda Mod. 5C |
| Cannoni              | Breda 20/65 Mod. 1935, Breda 37/54, 47/32 Mod. 1935                     |
| Bombe a mano         | Breda Mod. 35, Breda Mod. 42                                            |
| Cartucce             | 12,7 × 81 mm SR                                                         |

### Materiale ferroviario

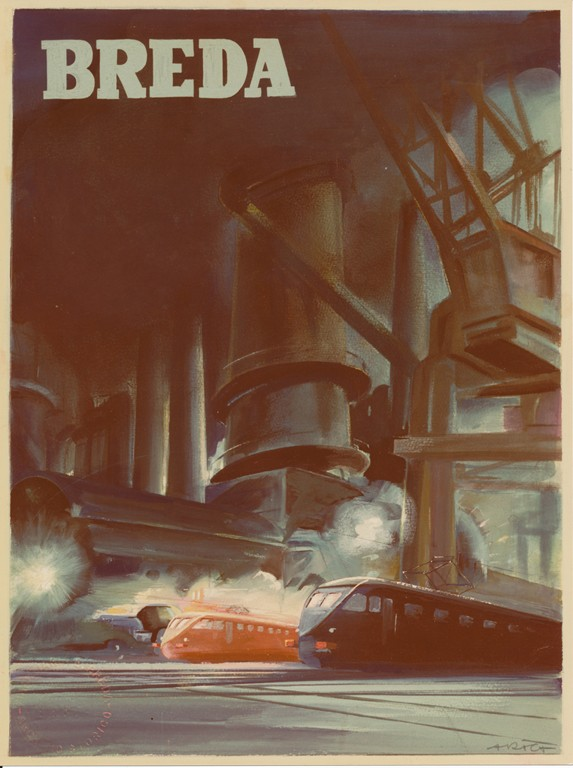
Manifesto pubblicitario della Breda, prima metà del Novecento

Nutrita e diversificata fu la produzione di veicoli ferroviari, con esemplari prodotti su disegno delle imprese committenti e con progetti sviluppati in proprio, fra i quali spiccava il cosiddetto "Elettrotreno", considerato per molti anni fiore all'occhiello delle ferrovie italiane e motivo di orgoglio nazionale e il suo discendente "Settebello".

#### Produzione di veicoli ferroviari - prospetto di sintesi
| Tipologia             | Committente                                         | Gruppi prodotti |
| --------------------- | --------------------------------------------------- | --- |
| Automotrici           | Ferrovie dello Stato                                | Gruppi ALn 442/448, ALDn 32, ALn 556, ALn 56, ALn 668-1500, 668.1600, 668.1700, 668.2400, ALn 880, ALDb 200, ALb 72                                                                      |
| Automotrici           | Ferrovie della Sardegna                             | Gruppo 90 |
| Automotrici           | Ferrovie Calabro Lucane                             | Gruppi M2.120, M2.200 |
| Automotrici           | Ferrovie Nord Milano                                | Gruppi M-1, Md. 520 |
| Automotrici           | Ferrovie del Sud Est                                | Gruppo Ad 51-80 |
| Elettromotrici        | Ferrovie dello Stato                                | Gruppi E.10/E.60, ALe 724, ALe 801/940, ALe 582, ALe 782, ALe 883, ALe 790/880, ALe 792/882                                                                                              |
| Elettromotrici        | ATM Milano                                          | Elettromotrici linea 1, linea 2, linea 3 |
| Elettromotrici        | SEFTA                                               | Gruppo 1-10 |
| Elettromotrici        | Ferrovie Nord Milano                                | Gruppi E.700, E.740, E.750 |
| Elettromotrici        | ACOTRAL/COTRAL                                      | Gruppi MA 100, MA 200 |
| Elettromotrici        | STEFER                                              | Elettromotrice 401 |
| Elettromotrici        | Società per le Ferrovie Adriatico Appennino         | Elettromotrice ABD 22 |
| Elettromotrici        | Strade Ferrate Secondarie Meridionali               | Gruppi BD 0201-0215, BD 0101-0116 |
| Locomotive a vapore   | Ferrovie della Brianza Centrale                     | gruppo 1-4 |
| Locomotive a vapore   | Ferrovie Meridionali Sarde                          | FMS 100 |
| Locomotive a vapore   | Ferrovie Eritree                                    | Gruppo 202 |
| Locomotive a vapore   | Ferrovie dello Stato                                | Gruppi 215, 260, 290, 310, 320, 410, 420, 470, 500, 545, 550, 552, 560, 640, 670, 680, 685, 690, 691, 730, 740, 744, 745, 746, 750, 830, 835, 851, 885, 904, 905, 906, 981, R.301, R.302 |
| Locomotive a vapore   | Ferrovie Nord Milano                                | Gruppi 220, 250, 280 |
| Locomotive a vapore   | Ferrovie Calabro Lucane                             | Gruppi 1-14, 170, 200, 350 |
| Locomotive a vapore   | Società Veneta                                      | Gruppi 9, 15, 23, 25, 31 |
| Locomotive a vapore   | Ferrovia della Valle Seriana                        | Gruppi 51-52, 36-38 |
| Locomotive a vapore   | Ferrovia Circumetnea                                | Gruppo 1-12 |
| Locomotive a vapore   | Ferrovie e Tramvie Padane                           | Gruppo 41-44 |
| Locomotive Diesel     | Ferrovie Complementari Sarde e Strade Ferrate Sarde | Gruppi 500 e 600 |
| Locomotive Diesel     | Ferrovie dello Stato                                | Gruppi 225, 234, 245, D.341, D.342.2001, D.343, D.345, D.443 |
| Locomotive Diesel     | Ferrovie Calabro Lucane                             | Gruppo LM4 |
| Locomotive Diesel     | Società Nazionale Ferrovie e Tramvie                | Gruppo Cne 510-516 |
| Locomotive Elettriche | Bern-Lötschberg-Simplon                             | Gruppo Be 6/8 |
| Locomotive Elettriche | Ferrovie Nord Milano                                | Gruppo E.610 |
| Locomotive Elettriche | Ferrovie dello Stato                                | Gruppi E.330, E.331, E.424, E.428, E.432, E.444, E.454, E.626, E.636, E.645, E.646 |
| Locomotive Elettriche | Ferrovia della Valle Brembana                       | Gruppi 1-5, 11-14 |
| Locomotive Elettriche | SEFTA                                               | Gruppo 51-54 |
| Elettrotreni          | Ferrovie dello Stato                                | ETR.200 FS, ETR.250 FS "Arlecchino", ETR.300 FS "Settebello" |
| Tram                  | Rete di Milano                                      | Serie ATM 1500, 4000, 4600 e 4700, 5000, 5200, 5300, 5400, 600, tram sperimentali; serie STEL 110-115, 60-69; tram tipo Edison                                                           |
| Tram                  | Rete di Genova                                      | Serie UITE 1100, 900 |
| Tram                  | Rete San Francisco                                  | Elettromotrici LRV |

### Altre produzioni
La Finanziaria Ernesto Breda fondò negli anni sessanta alcune società specializzate in specifiche produzioni, con particolare riguardo agli insediamenti nel mezzogiorno d'Italia, anche mediante la creazione dell'INSUD - nuove iniziative per il Sud, società di promozione di attività industriali nel mezzogiorno costituita pariteticamente con la Cassa per il Mezzogiorno:
- SIV - Società Italiana Vetro, produzione di vetri speciali, con un terzo del capitale della Finanziaria Ernesto Breda, un terzo della Libbey Owens-Ford Glass Co. di Toledo, Ohio ed un terzo della Società Finanziamenti Idrocarburi, con sede a Vasto;
- BREMA, produzione di pneumatici, società con il Gruppo Manuli e sulla base di un accordo con la Seilberling Rupper Co. di Akron, USA, con sede a Bari;
- Breda Hupp, produzione di condizionatori sulla base di accordi con la statunitense Hupp Corporation Of Cleveland, con sede a Bari;
- Metalmeccanica Meridionale, produzione di ossido di titanio, sulla base di accordi con la milanese Salbar.

## Storia

### Origini

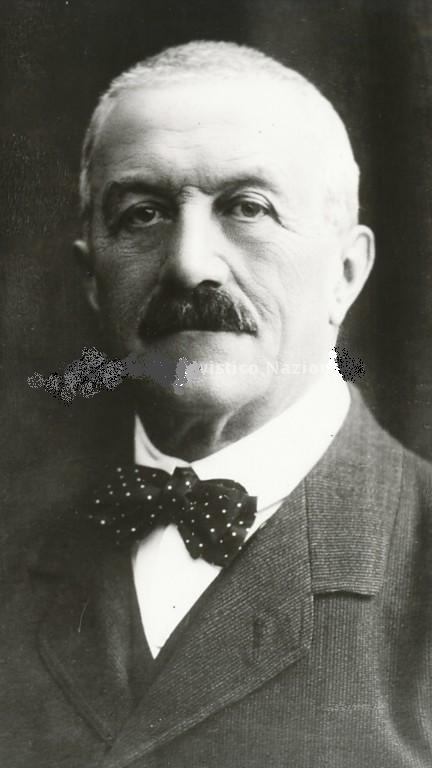
Ernesto Breda, c. 1920

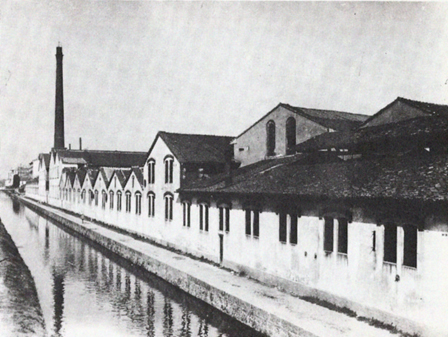
Lo stabilimento "Elvetica" di Milano

L'azienda fu fondata a Milano nel 1886 dall'ingegnere padovano Ernesto Breda, che aveva rilevato la Cerimedo & C., società meccanica e ferroviaria milanese ubicata lungo il naviglio della Martesana a Milano altresì nota come "Elvetica". La Breda operò inizialmente quale società in accomandita semplice con il nome di Ing. Ernesto Breda e C.
Nel 1891, con la vincita della gara per la fornitura di 22 locomotive alle ferrovie rumene, l'azienda entrava nel mercato europeo delle locomotive fino allora dominato dalle industrie tedesca ed inglese. Intanto, pur senza perdere di vista l'obiettivo della specializzazione dello stabilimento in tale, la necessità di assicurarsi una continuità di lavoro ed insieme la volontà di non perdere il contatto con settori produttivi affini ed in espansione spinsero l'azienda ad intraprendere altre iniziative. Vennero assunte anche forniture di carri e carrozze per ferrovie e tranvie e, previsto l'intensificarsi ed il meccanizzarsi delle lavorazioni agricole, vennero messe in produzione dal 1894 locomobili e trebbiatrici.
Nel 1895 nel concorso a premi al merito industriale, istituito dal governo italiano nel 1895, alla Breda venne conferita la grande medaglia d'oro con diploma d'onore, unica corrisposta fra le centoventitré industrie meccaniche concorrenti.
Lo stabilimento di Milano nel 1895 aveva raggiunto un'area di 35.617 m², dei quali 24.730 erano coperti, area che nel 1900 era diventata di 45.000 e 35.000 m² coperti. Anche l'occupazione era passata dai 400 dipendenti del 1887 ai 2.000 nel 1889, poi, superato un periodo di crisi ai primi del '90, nel 1895 aveva raggiunto di nuovo gli 800 dipendenti. Lo stesso, prima dell'avvio e del trasferimento di alcune lavorazioni, comprendeva ben venti reparti che andavano dalla sala dei modellisti all'officina costruzione carri ferroviari, alla torneria bossoli e cannoni, alla fonderia ghisa, con un totale di 631 macchine operatrici, escluse quelle dell'attrezzeria. Nel 1897 il Regio Istituto lombardo di scienze e lettere assegnava alla Breda il premio Brambilla.
Nel 1899 grazie a importanti commesse estere, e con l'apporto di capitali della Banca Commerciale Italiana l'azienda venne trasformata in società anonima, con la denominazione di Società Italiana Ernesto Breda per Costruzioni Meccaniche (SIEB). L'attività principale rimaneva quella di produzione di locomotive, che beneficiava delle commesse pubbliche per lo sviluppo della rete ferroviaria nazionale, ma l'azienda operava in molte altre lavorazioni meccaniche, come la fucinatura di pezzi metallici, la produzione di caldaie, macchine utensili e macchine agricole.

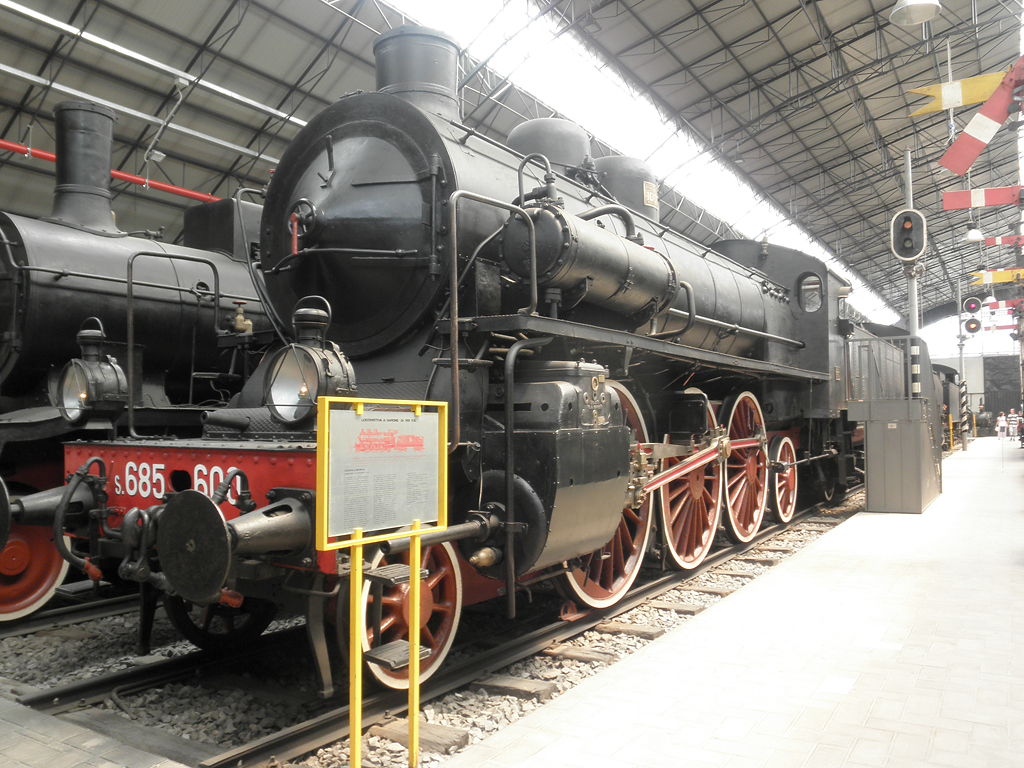
Millesima locomotiva Breda, la FS 685.600 esposta al Museo Leonardo da Vinci di Milano

Agli inizi del Novecento l'espansione dell'attività rese necessario un ampliamento dello stabilimento; la Breda cercò nel 1900 di ottenere dal comune di Milano la cessione di un tratto di via Bordoni lungo la quale sorgeva il preesistente stabilimento. La richiesta provocò un vivace dibattito nel consiglio (1901) tra gli amministratori comunali e gli industriali milanesi. Nel 1903 però la Breda acquistava terreni edificabili nei comuni di Niguarda e di Sesto San Giovanni. I nuovi stabilimenti, i cui lavori di costruzione furono avviati nel 1903, vennero completati circa sette anni dopo.
L'acquisto dei terreni e l'inizio dei lavori per le nuove officine spinsero la Breda a ricorrere, nel 1904, all'emissione di obbligazioni per lire 4.000.000 curata, come le altre successive operazioni finanziarie della società, dalla Banca Commerciale Italiana. Il trasferimento nelle nuove officine permise nel 1907 la realizzazione di un progetto riorganizzativo di notevole importanza per quel tempo, con la separazione amministrativa dei tre stabilimenti di Milano, Sesto S. Giovanni e Niguarda coordinati da una direzione generale centrale. Nel 1908 la società festeggiava la consegna della millesima locomotiva costruita nelle proprie officine, la 68100 delle Ferrovie dello Stato, poi S.685.600, conservata nel museo Leonardo da Vinci di Milano.

### Le produzioni belliche e il Ventennio

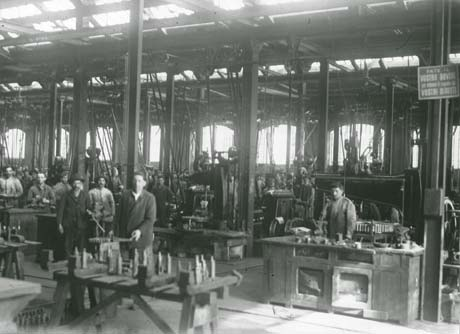
Reparto torneria e aggiustaggio alla Breda negli anni 20

Lo scoppio della prima guerra mondiale comportò la necessità di convertire gli impianti alle commesse belliche, che si rivelarono importanti per lo sviluppo della Breda, annoverata sin da subito fra le più importanti industrie impegnate in campo aperto nel conflitto, attraverso le produzioni di accumulatori d'aria per la marina, di bombe, cannoni, mortai, proiettili e aeroplani da combattimento su licenza. Ma la difficoltà di reperire materie prime come l'acciaio e macchine utensili spinse l'azienda alla costruzione di una propria acciaieria interna. Questo portò a notevoli difficoltà di riconversione nel dopoguerra, superate grazie alla scelta di focalizzarsi sulla fabbricazione di armi leggere presso lo stabilimento di Brescia e di aeroplani, anche per le pattuglie acrobatiche del Regio Esercito Italiano, nelle sedi del Milanese.
Nel 1917 viene inaugurato il centro di ricerca e formazione, l'Istituto Scientifico Tecnico Ernesto Breda, che nel corso del XX secolo si affermò come uno dei più importanti centri di ricerca nazionali nel campo della metallurgia.
Nei primi mesi del 1918 vennero ordinati alla Breda 600 Caproni Ca.45 ma a causa della fine della guerra ne uscirono dalle officine solo 102 esemplari.
Alla morte di Ernesto Breda il controllo della SIEB passò in eredita al figlio Giovanni Breda, che nominò amministratore della società Guido Sagramoso. Accanto alla sezione aeronautica fu potenziata ben presto quella ferroviaria, frutto delle nuove numerose commesse ricevute da importanti compagnie del trasporto, relative alla fornitura di carrozze, ma soprattutto di locomotive elettriche, per le quali la Breda risultò essere uno dei primi costruttori a livello nazionale. Parallelamente, durante il corso degli anni venti, l'azienda si impegnò a rilanciare la produzione metallurgica, registrando una costante crescita delle attività nel campo della siderurgica civile.
La grande depressione del 1929 colpì duramente tutte le economie nazionali e con esse la Breda, che solo alla fine degli anni venti, ricorrendo a un prestito obbligazionario sul mercato statunitense riuscì a superare definitivamente le difficoltà finanziarie. Nel 1933, Giovanni Breda uscì completamente dal capitale azionario dell'azienda ed il totale rilancio della società avvenne solo verso la metà degli anni trenta, in concomitanza con i preparativi per la guerra d'Etiopia. In questa fase la Breda si aggiudicò numerose commesse di armamenti, mezzi speciali e autocarri (il modello Breda 51 "Dovunque") da parte dell'Esercito Italiano.

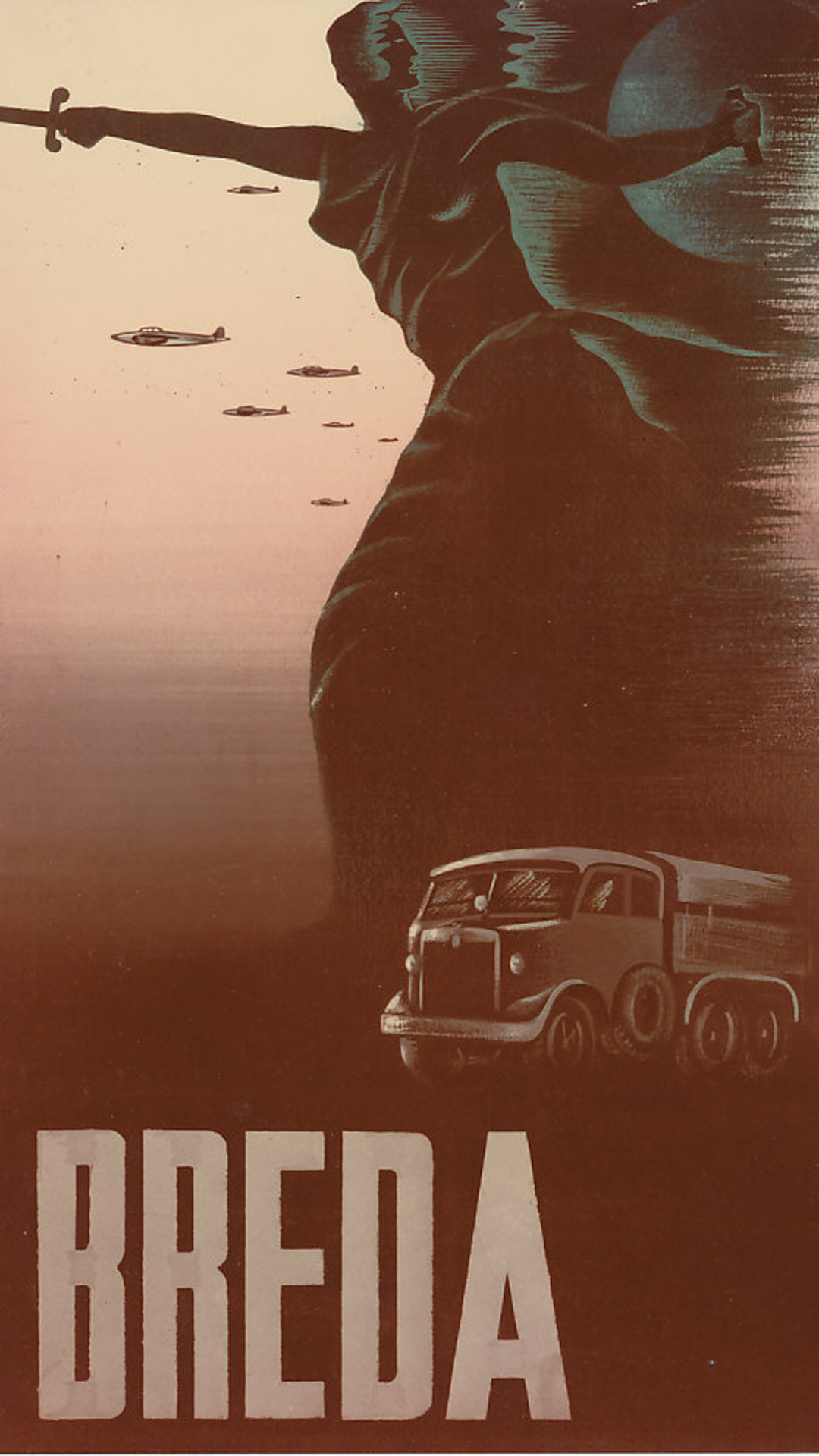
Fondazione Isec Sesto San Giovanni, Archivio storico Breda, Bozzetto pubblicitario per gli aerei e il camion coloniale "Dovunque" costruiti dalla Breda, Studio Araca, 1938 circa

Nel 1936 fu solennemente presentato l'Elettrotreno FS ETR 200, motivo di orgoglio nazionale a quei tempi e considerato fra i più bei treni in circolazione in Europa; tanto che Benito Mussolini decise di inviarne uno in esposizione alla Fiera Mondiale di New York, dove fu accolto con grande interesse tra i visitatori, ma senza alcun ordine da qualche paese estero. Il 20 luglio 1939 l'esemplare 212, condotto dal macchinista Alessandro Cervellati, stabilì un record tra le città di Firenze e Milano, con la velocità massima di 203 km/h raggiunta nel tratto fra Pontenure e Piacenza. Sempre nel 1936 la Breda acquisì le Officine Ferroviarie Meridionali, azienda aeronautica e ferroviaria del Napoletano, che fu ribattezzata IMAM, aumentando la capacità produttiva in campo aeronautico. Inoltre, visto l'importante aumento delle linee filoviarie in numerosi centri urbani italiani, soprattutto dalla seconda metà degli anni trenta, la SIEB decise di entrare nel mercato dei mezzi filoviari, allestendo a richiesta alcune serie di filobus.

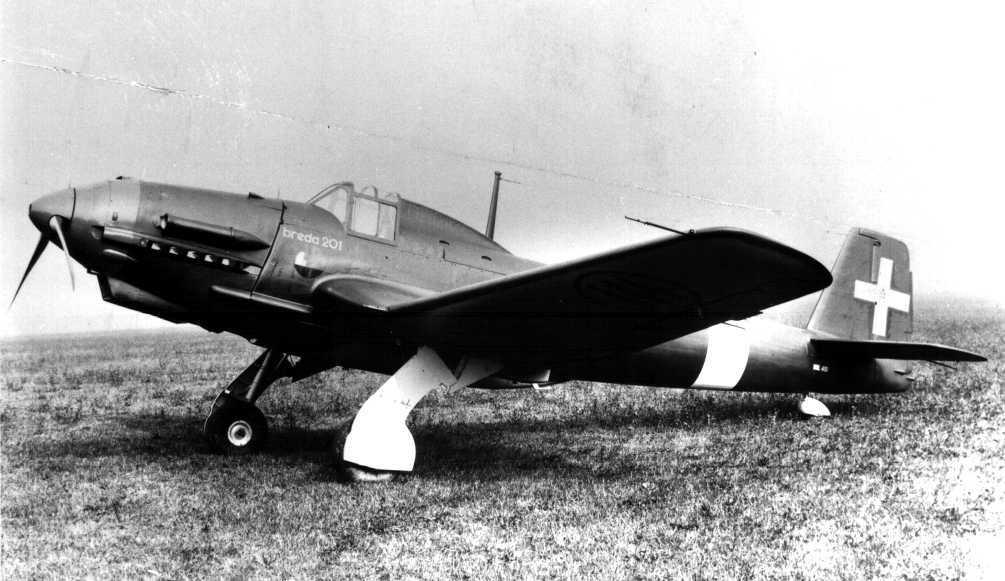
Il prototipo di bombardiere in picchiata Breda Ba.201

Allo scoppio del secondo conflitto mondiale la sezione siderurgica della Breda arrivò a sfornare fino a 150 tipi di acciai speciali, da impiegare anche nella produzione di armamenti e mezzi militari, come autoblindo (modello Breda 501), autocannoni (90/53 su Breda 52), cacciabombardieri e trattori d'artiglieria (TP40-61). Senza dimenticare i prodotti navali realizzati su commissione della Regia marina italiana al Cantiere navale di Marghera, che proprio in questo periodo raggiunse l'apice delle sue attività.
Durante le grandi incursioni aeree - tra il 1942 e il 1944 - le fabbriche della Breda, in particolare dell'area Milanese, furono oggetto di pesanti bombardamenti e tra quelle più coinvolte dall'ondata degli scioperi che precedettero e seguirono la caduta del governo Mussolini nel 1943.

### Il secondo dopoguerra
Terminata la guerra la Breda si ritrovò nuovamente in condizioni di dover affrontare una difficile riconversione alle produzioni di pace, con gli impianti gravemente danneggiati e una situazione occupazionale e finanziaria davvero compromessa. Lo Stato intervenne in aiuto della società mediante il Fondo per l'Industria Meccanica (FIM), istituito con decreto dell'8 settembre 1947, per sostenere l'industria meccanica, ma le strutture produttive dell'azienda risultavano fortemente sovradimensionate rispetto agli sbocchi di mercato dei propri prodotti. Negli anni della ricostruzione la Breda fu impegnata nel difficile compito di riavviare le proprie attività e risanare la grave situazione finanziaria.
Nel 1947 il Cantiere navale di Marghera viene trasformato in società per azioni con la ragione sociale Cantiere navale Breda SpA, pur sempre controllato dalla SIEB; successivamente, nel 1950, l'intero pacchetto azionario passerà al FIM.
Per far fronte alle esigenze di vagliare nuovi abiti produttivi nei settori civili, la Breda accanto alle attività tradizionali tentò la strada di cimentarsi in questi anni anche nella costruzione di ciclomotori, con il modello Breda da 65 comunemente detto Bredino, che però non ebbe successo tanto da compromettere nel breve l'iniziativa commerciale; mentre conobbe maggior fortuna la ripresa delle attività nel campo della fabbricazione delle macchine utensili, dei motori industriali e della vendita delle macchine agricole e movimento terra.
Nel 1951, a seguito dell'approfondirsi della crisi dell'azienda, l'avvocato Pietro Sette venne nominato commissario straordinario dal FIM, con l'incarico di procedere al riassetto del complesso industriale; tale fondo, diventato proprietario di più del novanta per cento del capitale sociale della Breda, procedette ad un rapido risanamento e a una completa riorganizzazione del gruppo, cedendo il ramo aeronautico IMAM alla Aerfer della Finmeccanica, mentre la restante parte della Breda aeronautica con sedi al Nord a Milano, Bresso, Cinisello Balsamo e Sesto S. Giovanni fu chiusa.

### L'epoca della Finanziaria

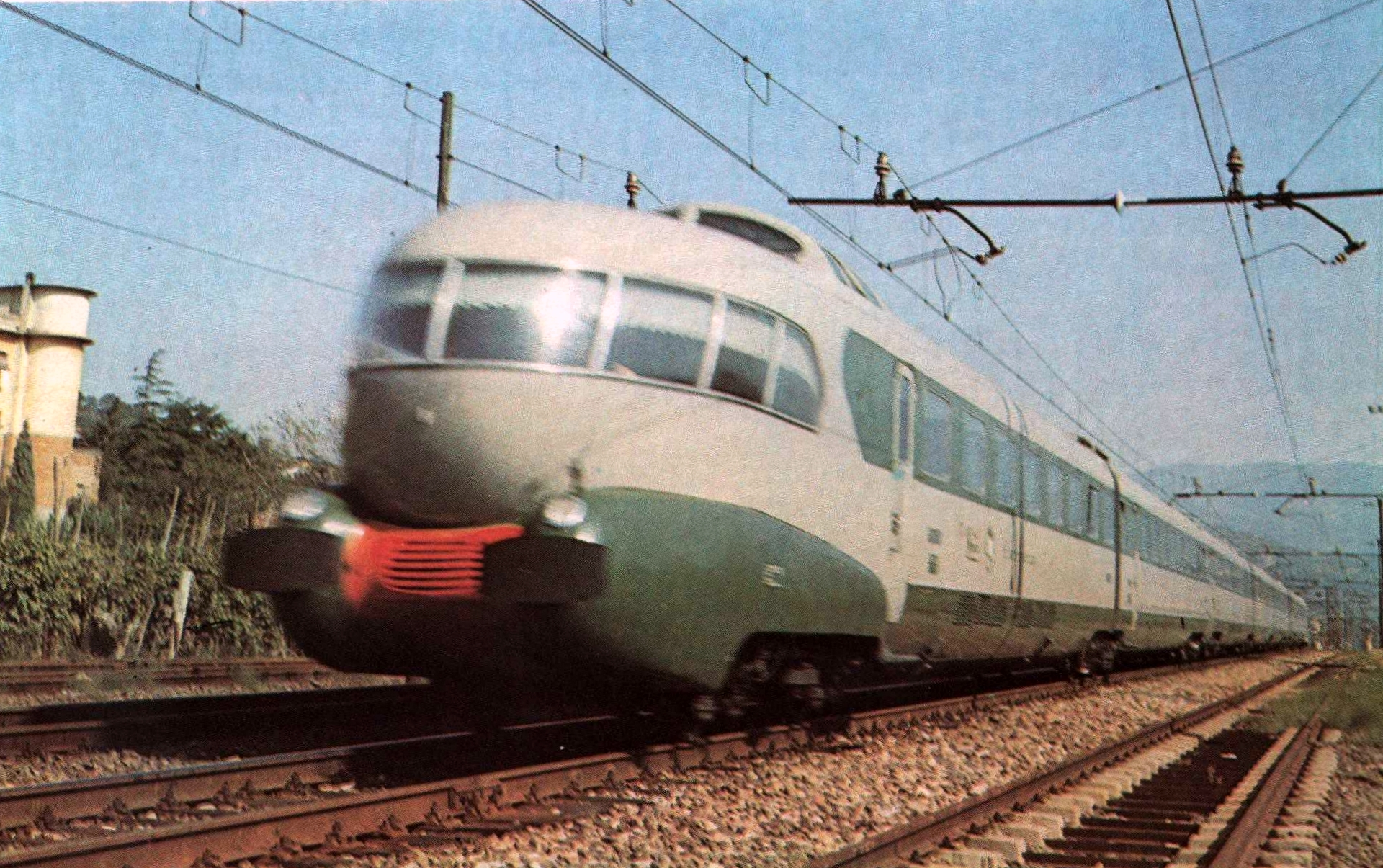
Un ETR 300 Settebello costruito dalla Breda negli anni '50

La profonda riforma del 14 luglio 1952 portò alla trasformazione della Breda nella forma di una holding, la Finanziaria Ernesto Breda (Finbreda o anche FEB) quotata in Borsa; le sezioni di produzione si costituirono conseguentemente in società per azioni controllate dalla stessa.
Nel 1955 la Breda Motori unificò la sua attività con la Isotta Fraschini, costituendo così una nuova azienda che assunse la denominazione di Isotta Fraschini e Motori Breda, trasferendo tutta la produzione di motori industriali a Saronno.
Nel 1959 la Breda Siderurgica fu ceduta alla Finsider. Sempre nello stesso anno la Breda Elettromeccanica e Locomotive venne divisa in due società distinte: Breda Elettromeccanica e Breda Termomeccanica e Locomotive, quest'ultima poi rinominata Breda Termomeccanica. Dando seguito allo sviluppo di un nutrito gruppo di mezzi tranviari e ferroviari, tra cui i gloriosi elettrotreni ETR 250 Arlecchino e ETR 300 Settebello, vanto delle Ferrovie dello Stato Italiane.
Non in grado di ripagare i propri debiti con il FIM, nel 1962 la Breda costituì il nucleo intorno a cui fu creato l'Ente partecipazioni e finanziamento industrie manifatturiere (EFIM), una nuova holding delle Partecipazioni statali di cui fu seguita la logica: furono così intraprese numerose iniziative industriali, soprattutto nel Mezzogiorno d'Italia, anche in settori lontani dall'originario campo di attività. Parallelamente, nell'arco del decennio, la società entrò nel mercato dei prodotti per l'energia nucleare in ambito civile, costituendo nelle aree industriali tra Milano e Sesto S. Giovanni un vero e proprio reparto per l'approntamento di reattori nucleari, gestito dalla Breda Termomeccanica, il quale però dovette fare i conti con le problematiche di accettazione della tecnologia energetica a livello nazionale, tanto da venire presto ridimensionato e ceduto alla Ansaldo, quindi alla Mangiarotti Nuclear, fino alla definitiva chiusura.
Il settore più strategico della Finbreda rimaneva comunque quello dei sistemi di difesa, grazie all'acquisizione, avvenuta nel 1973, della Oto Melara. La Finbreda costituì per anni un polo dell'industria militare alternativo a quello gestito dall'IRI. Grazie alla costituzione del consorzio Inbus nel 1977, con la collaborazione delle aziende De Simon, Sicca e Sofer, la Breda tornò ad essere protagonista nella seconda metà degli anni settanta delle sfide per la costruzione di mezzi di trasporto su gomma, espressamente per il trasporto pubblico locale, con numerose commesse di autobus e filobus, principalmente destinate alle grandi città italiane, giungendo in tempi successivi a ottenere il controllo della società Carrozzeria Menarini di Bologna.
Gli anni ottanta portarono ad un progressivo ridimensionamento delle varie branche della ex Breda SpA, che furono coinvolte altresì nel dissesto finanziario dell'EFIM. La Breda Siderurgica una volta acquistata da ILVA chiuse del tutto, la Breda Fucine passò dai quasi 20.000 dipendenti degli anni sessanta a poco meno della metà; la stessa venne poi smembrata, privatizzata e ridotta a poche decine di occupati, rilevata nella quota restante delle sue attività dalla Metalcam della Carlo Tassara. Il ramo di azienda specializzato nella produzione di valvole e raccordi petroliferi una volta ceduto dall'EFIM diede vita a una società indipendente che prese il nome di Breda Energia (mantenendo sede legale e operativa nel comune di Sesto S. Giovanni), quello delle macchine utensili divenuto Breda Techint Macchine fu inglobato poi definitivamente nel gruppo Danieli, cessando ogni attività industriale negli impianti milanesi.

### Fine e liquidazione della società FEB

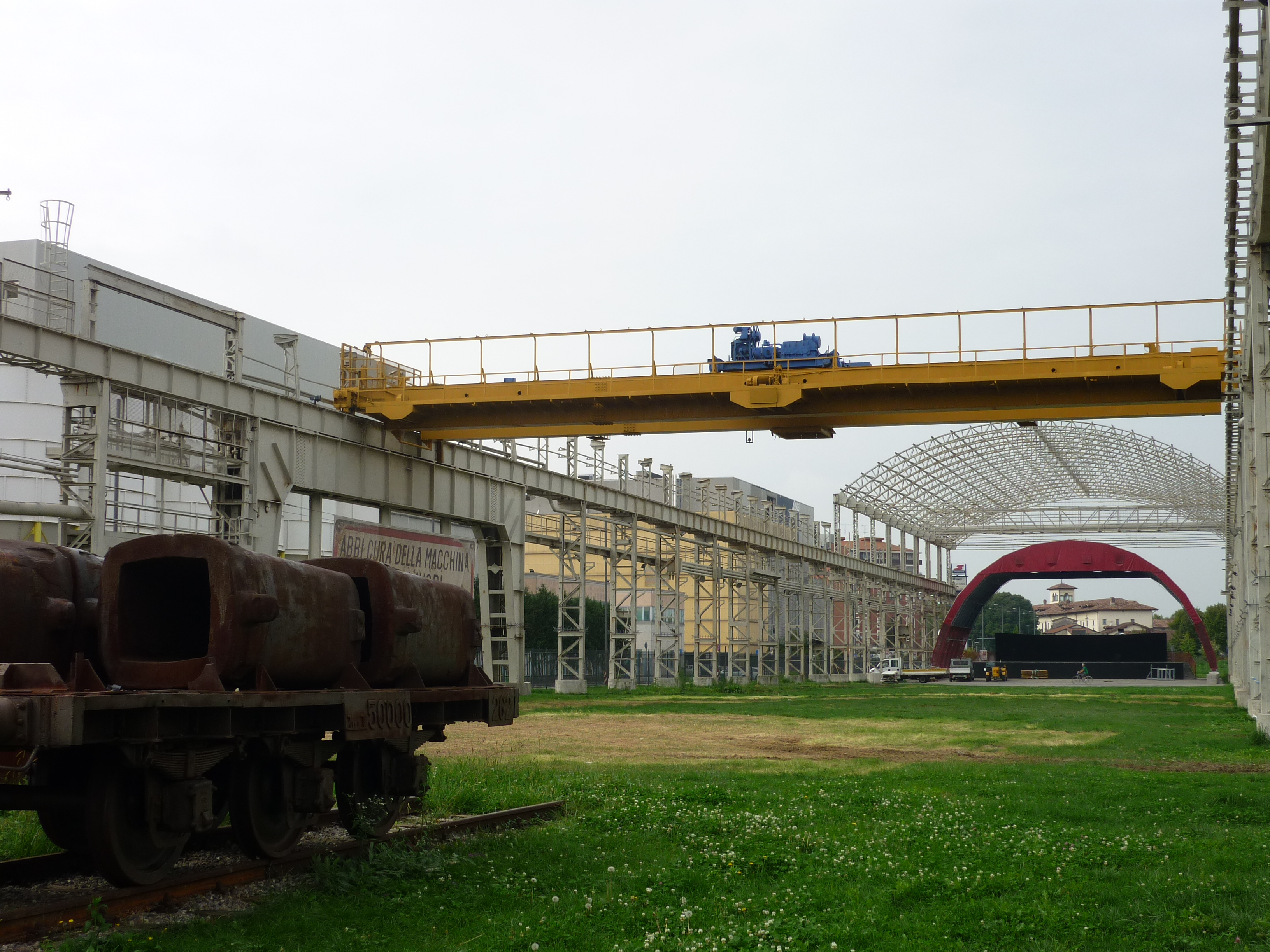
Vista del carroponte e del Parco archeologico industriale ex-Breda a Sesto San Giovanni

Il Ministero del Tesoro, nel quadro della liquidazione dell'EFIM, pose la FEB in liquidazione coatta amministrativa con il decreto dell'11 marzo 1994, con cui furono nominati liquidatori Alberto Predieri (liquidatore dell'EFIM), Fabio Pulsoni e Franco Tosi. Un successivo decreto del 13 luglio nomina Alberto Bianchi al posto di Predieri.
Il settore ferroviario, dei prodotti per il trasporto pubblico locale, dei motori industriali, oltre che dei sistemi di difesa furono ceduti a Finmeccanica. I piccoli azionisti della Finbreda, che era quotata in Borsa, persero i loro investimenti peraltro già azzerati da più di quattro anni, durante i quali il titolo era quotato a valore pressoché nullo.
Le vaste aree lasciate libere progressivamente dalla Breda sin dai primi anni settanta tra Milano e Sesto S. Giovanni, a seguito dell'entrata in crisi della grande industria, furono interessate nel corso degli anni novanta e duemila dalla realizzazione di nuovi edifici residenziali, da nuove ditte, da strutture di logistica, da spazi commerciali, da alcune funzioni didattiche e di ricerca del nuovo polo universitario dell'Università degli Studi di Milano-Bicocca, accanto a un'area conservata a memoria storico culturale dell'azienda il Parco archeologico industriale ex-Breda.
Nel 2000 la Newfé acquista i crediti vantati da terzi verso la società, posta in liquidazione; nel 2007 la IntekCapital SpA, che nel frattempo incorpora la Newfé, acquista dall'EFIM in liquidazione la quota di maggioranza (51,835%) del capitale della Finanziaria Ernesto Breda SpA in liquidazione coatta amministrativa. Nel 2009 il Tribunale di Milano omologa la proposta di concordato e la FEB torna in bonis con la denominazione "FEB - Ernesto Breda S.p.A.".
Dal 2013 il bunker antiaereo degli ex stabilimenti tra Milano e Sesto S. Giovanni ospita una mostra fotografica permanente di 200 immagini che raccontano la storia della Breda e i prodotti della Seconda Guerra Mondiale. La rete di Musei del Gruppo è gestita dal Fondo Ambiente Italiano in collaborazione con la Fondazione Leonardo.
Nel 2017 anche l'insegna che recava impresso a caratteri cubitali il nome dell'azienda in corrispondenza di quello che era il cancello principale di ingresso ad un delle più grandi aree industriali milanesi simbolo del XX secolo, lungo viale Sarca, venne definitivamente rimossa.

## Dati societari
Alla vigilia della seconda guerra mondiale, nel 1936, la Breda era un unico grande complesso integrato, la cui direzione generale, amministrativa e tecnica, nonché il reparto costruzione macchine industriali avevano sede a Milano, e che risultava articolato in otto sezioni:
- Sezione I, elettromeccanica, locomotive e meccanica varia a Sesto San Giovanni;
- Sezione II, ferroviaria, a Sesto San Giovanni;
- Sezione III, fucine, a Sesto San Giovanni;
- Sezione IV, siderurgica, a Sesto San Giovanni;
- Sezione V, aeronautica, a Bresso, Cinisello Balsamo, Niguarda, Sesto San Giovanni;
- Sezione VI, armi, a Brescia;[25]
- Sezione VII, armi, a Torre Gaia di Roma;
- Sezione VIII, cantiere navale a Marghera.

Alle stesse si aggiunse, nel 1941 la Sezione IX, Bombe e proiettili, con sede nell'allora Apuania.
A seguito della trasformazione societaria attuata nel 1952, i nuclei produttivi ancora vitali dell'azienda con i relativi stabilimenti furono scorporati dalla Società Italiana Ernesto Breda ed affidati a singole società aventi piena autonomia giuridica. Vennero così costituite le società possedute dalla capogruppo Finanziaria Ernesto Breda SpA:
- Breda Elettromeccanica e Locomotive a Sesto San Giovanni;
- Breda Ferroviaria a Sesto San Giovanni;
- Breda Motori (dal 1955 trasformata in Isotta Fraschini e Motori Breda a Saronno);
- Breda Fonderia Forgia e Macchine Industriali a Sesto San Giovanni;
- Breda Siderurgica a Sesto San Giovanni;
- Breda Meccanica Romana a Torre Gaia di Roma;
- Breda Meccanica Bresciana a Brescia.

All'interno dell'EFIM, oltre alla Finanziaria Ernesto Breda, erano operative le seguenti società:
- Breda Fucine (pezzi fucinati in metallo) a Sesto San Giovanni;
- Istituto Ricerche Breda (prove sui materiali e ricerca applicata) a Milano e Bari;
- Breda Fucine Meridionali a Bari;
- Breda Meccanica Bresciana (armi leggere) a Brescia;
- Breda Termomeccanica (elettromeccanica) a Milano e Sesto San Giovanni;
- Breda Costruzioni Ferroviarie a Pistoia;
- Cantiere Navale "Ernesto Breda" di Marghera (costruzioni navali) a Porto Marghera.

In seguito alla cessione delle attività EFIM il marchio Breda rimase in uso da numerose aziende che avevano ereditato impianti di produzione e portafoglio clienti:
- AnsaldoBreda, attiva nello stabilimento della Breda Costruzioni Ferroviarie di Pistoia fino al 2015 (oggi divenuta Hitachi Rail);
- BredaMenarinibus, attiva nella produzione di autobus, con sede a Bologna fino al 2015 (oggi divenuta Industria Italiana Autobus);
- Breda Meccanica Bresciana, attiva nella produzione di fucili e cannoni; poi confluita con la OTO Melara di La Spezia nella OTO Breda; successivamente è diventata la sede bresciana della OTO Melara;
- Breda Energia, ancora attiva a Sesto San Giovanni, specializzata in valvole e raccordi per l'industria petrolifera e del gas[26];
- Istituto Scientifico Breda, prima del 1995 Istituto Ricerche Breda, e dal 2005 divenuto RTM Breda a Cormano, laboratorio privato specializzato in prove e consulenza alle aziende nel campo dei materiali[27];
- Danieli Breda, sezione del gruppo Danieli, specializzata nella produzione di macchine utensili con sede legale a Buttrio.

## Archivio
L'archivio della Società Italiana Ernesto Breda per Costruzioni Meccaniche è confluito nella raccolta di documentazione della Fondazione ISEC di Sesto S. Giovanni, nel fondo omonimo (estremi cronologici: 1921-1966).